# Kalterherberg
Kalterherberg est un vaste village allemand situé en Rhénanie-du-Nord-Westphalie et dépendant administrativement de la ville de Montjoie (Monschau).
Le village est surtout connu pour son église catholique à double clocher dédiée à Saint Lambert, surnommée la « basilique des Fagnes » ou « cathédrale de l'Eifel » (Eifeldom) et datant du début du XXe siècle.
Pendant la Seconde Guerre mondiale, le passage frontalier de Kalterherberg donnait du fil à retordre aux douaniers. En effet, il était le théâtre d'un important trafic de cigarettes et de café. Il faut savoir que les hameaux belges de Leykaul et Küchelscheid (commune de Butgenbach) sont limitrophes de Kalterherberg.